# مسابقات جهانی مهارت
مسابقات جهانی مهارت بزرگترین رویداد آموزشی حرفه‌ای است که هر دو سال یک بار در کشورهای مختلفی برگزار می‌شود. رقابت‌کنندگان از بیش از ۶۰ کشور در مسابقات شرکت می‌کنند و در رشته‌های مختلفی با استانداردهای جهانی آزمایش می‌شوند. این مسابقات در حال حاضر در ۴۵ رشتهٔ اصلی و ۴ رشتهٔ نمایشی برگزار می‌شود. در سال ۲۰۱۷ مسابقات در شهر ابوظبی - امارات متحده عربی برگزار شد، نزدیک به ۱۰۰۰ رقابت‌کننده از ۵۳ کشور در ۴۶ رشته به رقابت پرداختند. آخرین دوره مسابقات در سال ۲۰۱۹ در شهر کازان - روسیه برگزار شد.
دوره بعدی مسابقات جهانی مهارت قرار است در سال ۲۰۲۱ در شهر شانگهای - چین برگزار شود.

## اسپانسرها
کمپانی‌های مختلفی از قبیل سامسونگ، اتودسک، سیسکو، فستو، زیمنس، ساتا، گلازوریت، 3M و بنز  در برگزاری این مسابقات مشارکت می‌کنند.

## تاریخچه
سازمان جهانی مهارت یک سازمان غیرانتفاعی است که کلیه نهادها و ارگانهای متولی توسعه و ارتقاء آموزشهای فنی و حرفه‌ای در کشورها می‌توانند به عضویت آن در آیند.
پس از آنکه در سال ۱۹۵۰ اولین مسابقات مهارت بین دو کشور پرتغال و اسپانیا برگزار گردید و مورد استقبال کشورهای صنعتی واقع شد، سازمان جهانی مهارت (WSI) در سال ۱۹۵۴ تأسیس شد.
سازمان جهانی مهارت به عنوان یک نهاد آزاد و غیر سیاسی شرایط کارآمدی از نظر اقتصادی برای همکاری صنعتی و مدیریت بین‌المللی در کسب استانداردهای عالی آموزشهای فنی و حرفه‌ای در عرصه جهانی مهیا می‌سازد.
در حال حاضر ۷۸ کشور توسعه یافته و در حال توسعه در این سازمان عضو هستند.

## رشته‌های مسابقات ملی مهارت
1. ساخت و تولید (تیمی سه نفره) - کد جهانی: 3
2. مکاترونیک - کد جهانی: 4
3. طراحی مهندسی مکانیک - کد جهانی: 5
4. تراش CNC - کد جهانی: 6
5. فرز CNC - کد جهانی: 7
6. فناوري اطلاعات – راه کارهاي نرم افزاري براي تجارت - کد جهانی: 9
7. جوشکاري - کد جهانی: 10
8. کاشیکاري ديوار و کف - کد جهانی: 12
9. صافکاري خودرو - کد جهانی: 13
10. لوله کشی و گرمايشی - کد جهانی: 15
11. الکترونیک - کد جهانی: 16
12. طراحی و توسعه وب - کد جهانی: 17
13. تأسیسات الکتريکی - کد جهانی: 18
14. کنترل صنعتی - کد جهانی: 19
15. آجرچینی - کد جهانی: 20
16. گچکاري - کد جهانی: 21
17. رباتیک (تیمی دو نفره) - کد جهانی: 23
18. کابینت سازي چوبی - کد جهانی: 24
19. اتصالات چوبی (درب و پنجره) - کد جهانی: 25
20. سازه هاي چوبی (نجاري) - کد جهانی: 26
21. جواهرسازي - کد جهانی: 27
22. گل آرايی - کد جهانی: 28
23. خیاطی (فن آوري مد) - کد جهانی: 31
24. قنادي (شیرينی پزي) - کد جهانی: 32
25. فناوري اتومبیل - کد جهانی: 33
26. آشپزي - کد جهانی: 34
27. نقاشی خودرو - کد جهانی: 36
28. طراحی فضاي سبز - کد جهانی: 37
29. تبريد و تهويه - کد جهانی: 38
30. فناوري اطلاعات – مديريت سیستم هاي تحت شبکه - کد جهانی: 39
31. فناوري طراحی گرافیک - کد جهانی: 40
32. فناوري آب
33. تعمیر و نگهداري وسايل نقلیه سنگین - کد جهانی: 49